# Townsquare Media
Townsquare Media — американська медіакомпанія, що керує сотнями місцевих радіостанцій США та десятками національних розважальних інтернет-видань. Заснована 1994 року під назвою Regent Communications, 2010 року вона збанкрутувала та змінила назву на Townsquare Media.

## Історія
Засновником компанії став підприємець Террі Джейкобс. Він працював у медіабізнесі з 1979 року, коли заснував свою першу компанію Jacor Communications, придбавши три невеликі радіостанції. 1993 він залишив Jacor та створив нову фірму Regent Communications. Бізнес Джейкобса полягав в тому, що він використовував гроші інвесторів, щоб придбати невеликі радіостанції, підвищував їхню ціну та перепродавав в декілька разів дорожче. Так, 1996 року йому вдалося продати мережу станцій за 185 млн доларів, що втричі перевищило внесок інвесторів. Ця стратегія працювала декілька років на маленьких ринках, де ціни на радіостанції невпинно зростали. На початку 2000-х цей бізнес перестав бути прибутковим і 2005 року Джейкобс залишив компанію.
Нові інвестори намагалися продати Regent Communications якомога дорожче, але в березні 2010 року компанія була змушена оголосити себе банкрутом, маючи активів на $166,5 млн та боргів на $211,3 млн, володіючи 62 радіостанціями, розташованими на 13 ринках США. В травні 2010 року було анонсовано її реорганізацію, а назву було змінено з Regent Communications на Townsquare Media. Новими керівниками стали генеральний директор Стівен Прайс та віцепрезидент Стюарт Розенштейн, співзасновники компанії FiveWire. Власником контрольного пакету акцій була лос-анджелеська інвестиційна група Oaktree Capital Management.
Станом на 2024 рік Townsquare Media були третім за розміром гравцем на ринку американських радіостанцій, володіючи близько 350 місцевих радіостанцій та понад 400 сайтів. Окрім цього, до портфоліо Townsquare Media входило декілька десятків загальнонаціональних розважальних музичних інтернет-видань.

## Бренди
| Вебсайт              | Адреса                           |
| -------------------- | -------------------------------- |
| Taste of Country     | http://tasteofcountry.com/       |
| XXL Mag              | http://www.xxlmag.com            |
| Loudwire             | http://loudwire.com/             |
| UltimateClassicRock  | http://ultimateclassicrock.com/  |
| PopCrush             | http://popcrush.com/             |
| The Boombox          | http://theboombox.com/           |
| Gorilla vs. Bear     | http://www.gorillavsbear.net/    |
| ScreenCrush          | http://screencrush.com/          |
| The Boot             | http://theboot.com/              |
| Diffuser.fm          | http://diffuser.fm/              |
| Note To Scene        | http://www.notetoscene.com       |
| TheFW.com            | http://thefw.com/                |
| ComicsAlliance       | http://comicsalliance.com/       |
| Ultimate Weather     | https://ultimateweather.net      |
| ArcadeSushi          | http://arcadesushi.com/          |
| Noisecreep           | http://noisecreep.com/           |
| GuySpeed             | http://guyspeed.com/             |
| Ultimate Pearl Jam   | https://ultimatepearljam.com/    |
| Ultimate Prince      | https://ultimateprince.com/      |
| Ultimate Metallica   | https://ultimatemetallica.com/   |
| Ultimate Unexplained | https://ultimateunexplained.com/ |
| UCR Pop Culture      | https://ucrpopculture.com/       |